# Damias isabella
Damias isabella är en fjärilsart som beskrevs av Rothschild och Jordan 1901. Damias isabella ingår i släktet Damias och familjen björnspinnare. Inga underarter finns listade i Catalogue of Life.